# Saint-Nabord
Saint-Nabord is een gemeente in het Franse departement Vosges in de regio Grand Est. De plaats maakt deel uit van het arrondissement Épinal.

## Geografie
De oppervlakte van Saint-Nabord bedraagt 38,4 km², de bevolkingsdichtheid is 102,8 inwoners per km².

## Verkeer en vervoer
In de gemeente ligt spoorwegstation Saint-Nabord.
De onderstaande kaart toont de ligging van Saint-Nabord met de belangrijkste infrastructuur en aangrenzende gemeenten.

## Demografie
Onderstaande figuur toont het verloop van het inwonertal (bron: INSEE-tellingen).